# کانون موسیقی مدینه
کانون موسیقی مدینه یکی از کانون‌های‌ معتبر موسیقی حجاز پس از کانون موسیقی مکه به شمار می‌آید. هنرمندان معروفی از قبیل  سائب خاثر، طویس، معبد (موسیقی‌دان)، جمیله و یونس دبیر و غیره در این کانون فعالیت داشته‌اند. خوانندگان و نوازندگان مدینه که برخی از ایشان در آغاز دوران عباسی به عراق آمده‌اند و آهنگسازی برای ترانه‌های عربی بر پایه آوازهای ایرانی کرده‌اند، بسیارند.